# Bokashi (gravura)
Bokashi (ぼかし) é uma técnica usada na xilogravura japonesa, especialmente na arte ukiyo-e. Tem como fim a criação de variações de luminosidade numa cor por meio da aplicação de gradações de tinta à mão em blocos de madeira molhados para impressão. Essa aplicação artesanal precisa ser repetida para cada folha de papel (em geral, washi) a ser usado na produção.

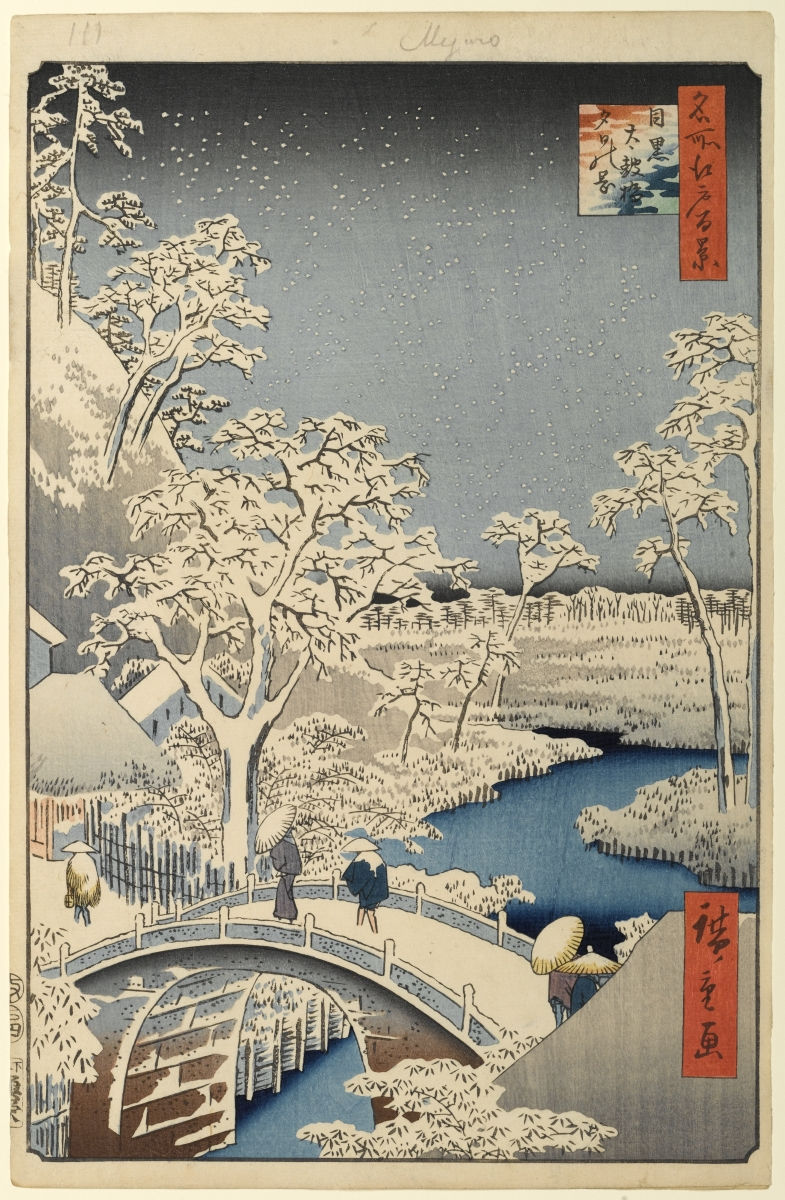
目黒太鼓橋夕日の岡, Hiroshige, 1857. Percebe-se o uso de bokashi na água, no céu e no horizonte.

Os mais conhecidos exemplos de uso do bokashi estão nas peças ukiyo-e do século XIX, sobretudo nos trabalhos de Hokusai e Hiroshige, nos quais o desvanecimento do corante azul da prússia em representações de céus criavam a ilusão de profundidade.